# Nicolás Burdisso
Nicolás Andrés Burdisso, né le 12 avril 1981 à Altos de Chipión en Argentine, est un footballeur international argentin, désormais retraité. Il évoluait au poste de défenseur central.
Doté d'un physique impressionnant, Burdisso est un défenseur polyvalent. Il a joué à tous les postes de la défense sous les ordres de son entraîneur au Boca Juniors, Carlos Bianchi.
Pour un joueur dont le principal but est d'empêcher l'adversaire de marquer, Burdisso est loin d'être maladroit pour trouver le chemin des filets, notamment sur coups de pied arrêtés.
Son frère cadet, Guillermo, est également footballeur international.

## Biographie

### Boca Juniors
Sa carrière professionnelle commence en 1998 avec Boca Juniors. Il fait sa première apparition dans le championnat argentin le 10 octobre 1999 face à Instituto. Durant l'année 2000 le jeune défenseur commence à s'intégrer dans l'équipe et remporte le tournoi d'ouverture du championnat d'Argentine et la copa Libertadores. Il entre en fin de match lors de la victoire de Boca en Coupe intercontinentale face au vainqueur de la Ligue des champions, le Real Madrid.
À partir de 2001 Burdisso est régulièrement retenu comme titulaire par l'entraîneur de Boca, Carlos Bianchi. Il remporte à nouveau la copa Libertadores et est cette fois titulaire lors de la finale de la Coupe intercontinentale en novembre 2001. Le club de Buenos Aires affronte le Bayern Munich, mais s'incline 1 à 0 durant les prolongations.
En 2003 Boca remporte à nouveau le tournoi d'ouverture et la copa Libertadores, puis la Coupe intercontinentale grâce à une victoire sur le Milan AC. Lors de l'été 2004, à 23 ans, Burdisso est transféré à l'Inter Milan pour 3,5 millions d'euros.

### Inter Milan
Sa première saison en Italie est perturbée par des problèmes familiaux qui l'obligent à rentrer en Argentine après avoir disputé huit matchs dans le Calcio et fait ses débuts en Ligue des champions. Après une absence de huit mois Burdisso effectue son retour sous les couleurs de l'Inter le 16 octobre 2005 à l'occasion d'un match de championnat face à Livorno, en retrouvant petit à petit une place de titulaire qu'il dispute avec l'un des favoris Iván Córdoba, grâce à ses buts marqués de la tête principalement sur coup de pied arrêté.
Lors d'un match de C1, dans une altercation avec des joueurs de Valence, il se fera fracturer le nez par David Navarro.

### AS Roma
Le 22 août 2009, il est prêté sans option d'achat à l'AS Rome.
Le 28 août 2010 l'argentin signe définitivement avec le club de la capitale, le transfert s'élevant à 8 millions d'euros, et le contrat de 4 ans.

### Genoa CFC
En janvier 2014, il signe en faveur du Genoa CFC.

### Torino puis retraite
Sous contrat avec le Torino FC où il ne jouait plus en 2018-2019, Nicolás Burdisso annonce sur Twitter le 10 octobre 2018 qu'il prend sa retraite de footballeur.

### Équipe nationale

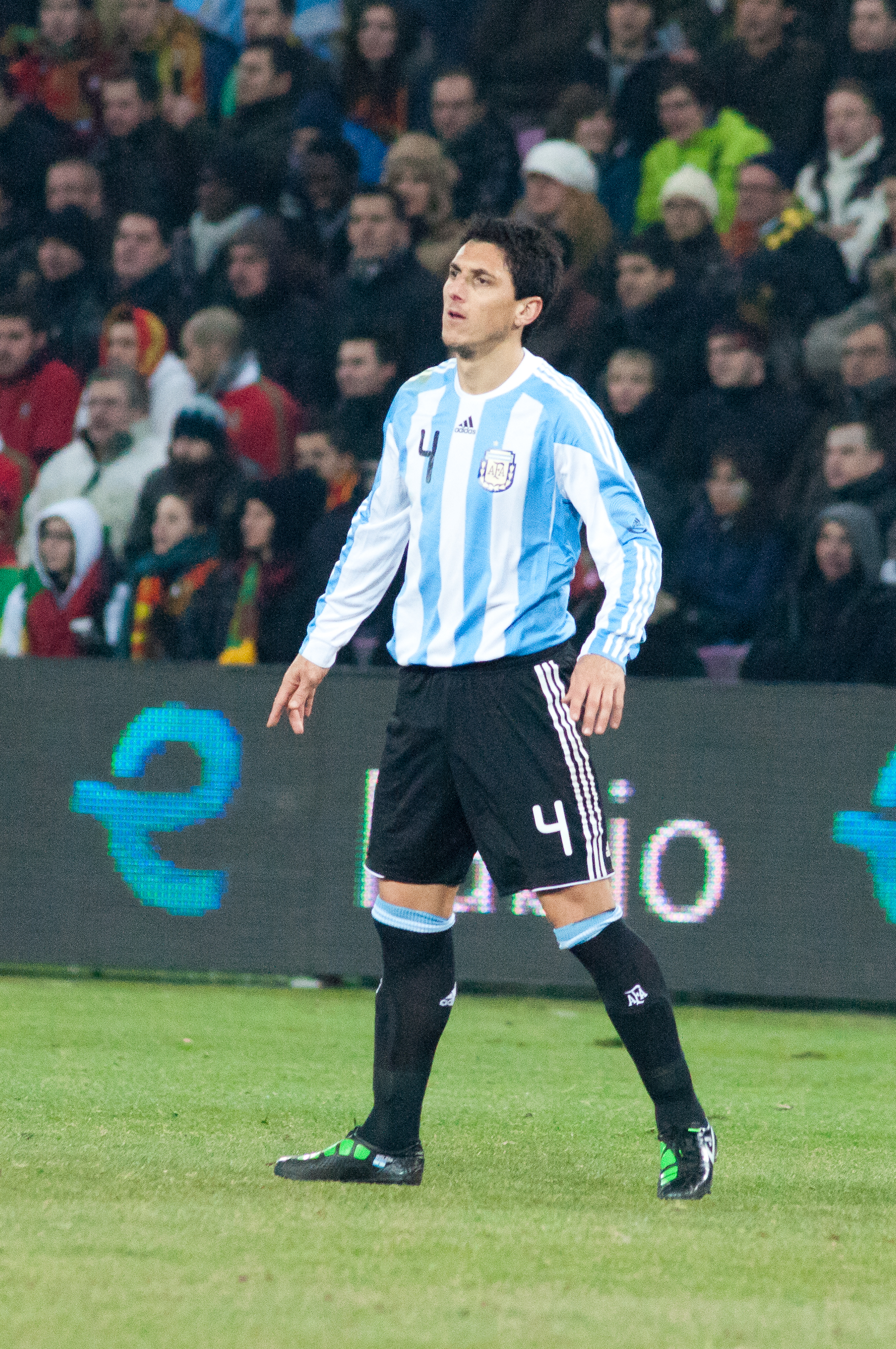
Nicolás Burdisso sous le maillot argentin le 9 février 2011.

Burdisso remporte le championnat du monde juniors 2001 avec l'équipe nationale argentine des moins de 20 ans. Remplaçant lors du premier tour, il joue son premier match en 8e de finale face à la Chine et s'impose ensuite comme titulaire jusqu'au sacre des argentins en finale. Il est capitaine de la sélection argentine composée de joueurs de moins de 23 ans qui remporte le tournoi pré-olympique disputé au Chili en janvier 2004, durant lequel l'Argentine et le Paraguay se qualifient pour les jeux aux dépens du Brésil. 
Le 28 août 2004, l'équipe argentine, composée entre autres de Carlos Tévez, Andrés D'Alessandro et Luis González, décroche la médaille d'or lors du tournoi de football des Jeux olympiques d'été face au Paraguay (1-0).
Burdisso est appelé à deux reprises lors des éliminatoires de la Coupe du monde 2006 avec l'équipe nationale argentine, qui se qualifie en finissant à la deuxième place dans la Zone AmSud où elle est seulement devancée par le Brésil à la différence de buts.

## Palmarès

### En club
Boca Juniors
- Vainqueur de la Copa Libertadores en 2000, 2001 et 2003.
- Vainqueur de la Coupe intercontinentale en 2000 et 2003.
- Champion d'Argentine (Apertura) en 2000 et 2003.

 Inter Milan
- Champion d'Italie en 2006, 2007, 2008 et 2009.
- Vainqueur de la Coupe d'Italie en 2005 et 2006.

### En sélection
- Vainqueur de la Coupe du monde des -20 ans en 2001.
- Vainqueur du tournoi pré-olympique en 2004.
- Champion olympique en 2004.

### Buts internationaux
| Buts en sélection de Nicolás Burdisso | Buts en sélection de Nicolás Burdisso | Buts en sélection de Nicolás Burdisso  | Buts en sélection de Nicolás Burdisso | Buts en sélection de Nicolás Burdisso | Buts en sélection de Nicolás Burdisso | Buts en sélection de Nicolás Burdisso |
| #                                     | Date                                  | Lieu                                   | Adversaire                            | Score                                 | Résultats                             | Compétitions                          |
| ------------------------------------- | ------------------------------------- | -------------------------------------- | ------------------------------------- | ------------------------------------- | ------------------------------------- | ------------------------------------- |
| 1                                     | 26 mars 2008                          | Stade international du Caire, Le Caire | Égypte                                | 2-0                                   | 2-0                                   | Match amical                          |
| 2                                     | 4 juin 2008                           | Qualcomm Stadium, San Diego            | Mexique                               | 1-0                                   | 4-1                                   | Match amical                          |